# Kirovo-Čepeck
Kirovo-Čepeck è una città della Russia europea nordorientale, nell'Oblast' di Kirov, situata alla confluenza dei fiumi Vjatka e Čepca, 40 km a sudest del capoluogo Kirov; è il capoluogo amministrativo del distretto omonimo.
La città attuale risale all'anno 1935, fondata come insediamento operaio durante la costruzione di un'importante centrale termoelettrica che verrà battezzata Kirovo-Čepeckaja; la concessione dello status di città arriverà vent'anni dopo, nel 1955. Sul sito è tuttavia attestato, fin dalla metà del XV secolo, il villaggio di Ust'-Čepca (ust' in russo significa foce), fondato da mercanti di Velikij Novgorod.
La città è oggi sede di un importante stabilimento chimico e di una fabbrica di materiali da costruzione.

## Società

### Evoluzione demografica[1]
Abitanti censitiAnno020.00040.00060.00080.000100.0001959197920022015Popolazione